# Лобеда

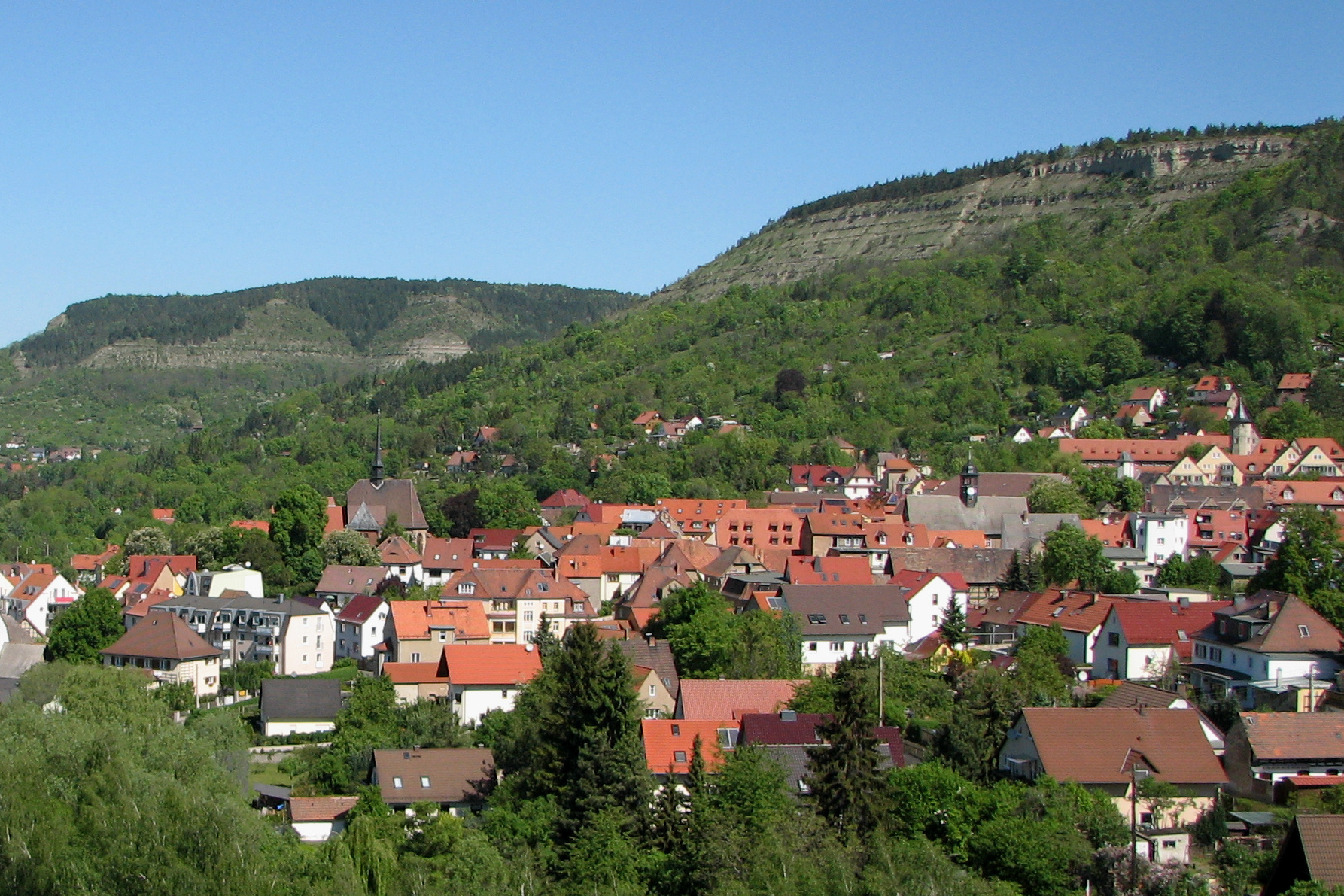
Вид на Лобеду и гору Йоханнисберг

Ло́беда, Старая Ло́беда (нем. Alt-Lobeda) — средневековый город, сейчас один из районов города Йены, вошедший в её состав сперва временно в 1922, а затем окончательно в 1946 году. В Йене также есть район Новая Лобеда, состоящий из двух частей: Западная и Восточная (Lobeda-West, Lobeda-Ost), который возник в 1966-86 годах.

## История

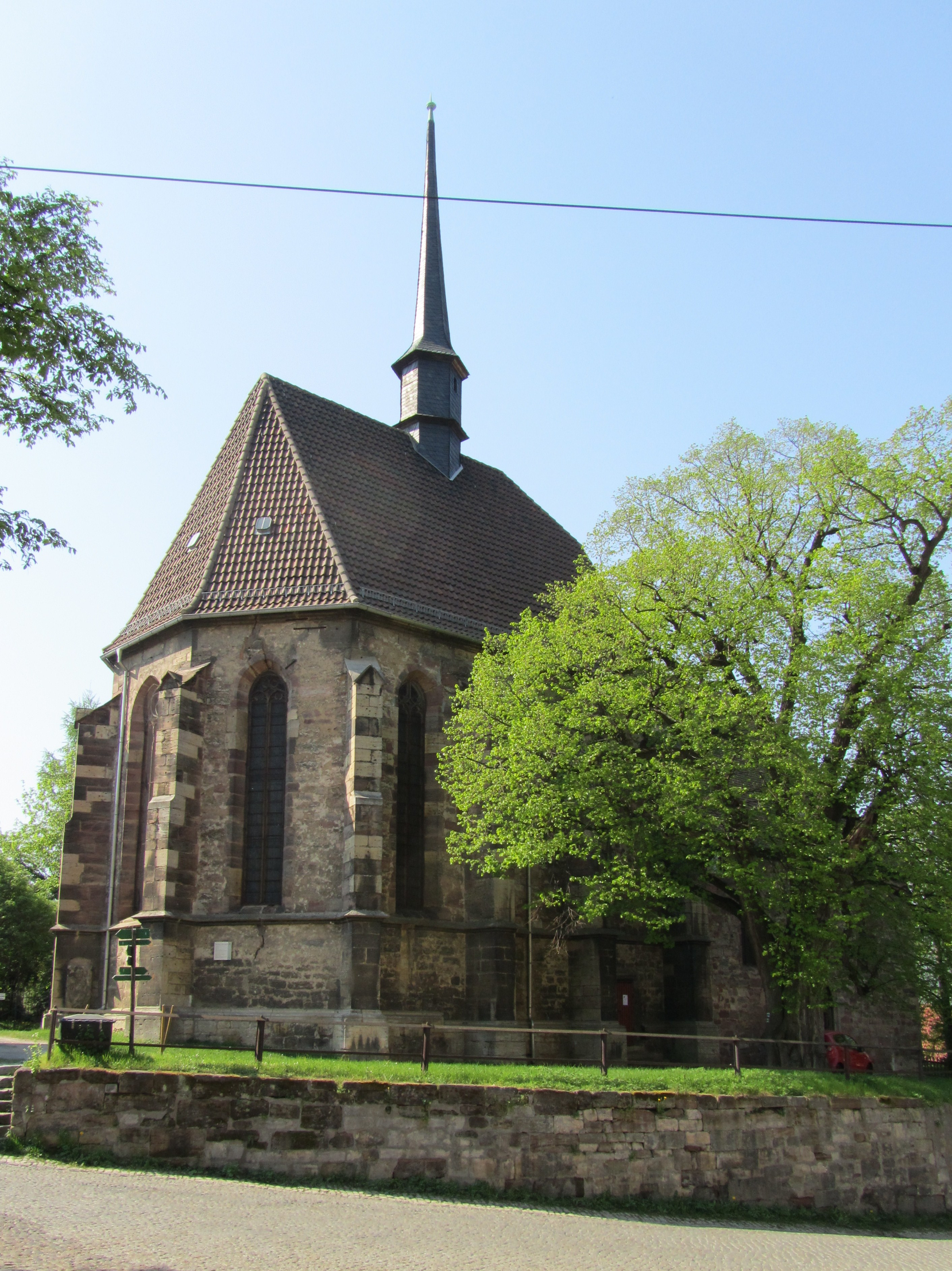
Церковь Св. Петра в Лобеде

Впервые Лобеда достоверно письменно упоминается 1213 году в грамоте, которая говорит о «священнике из церкви Св. Петра в Лобеде». В 1284 г. Лобеда упоминается уже как город. Городское право ей было пожаловано лобдебургскими господами, которые его пожаловали также Йене (между 1225 и 1240), Штадтроде (1251), Шлайцу (до 1285), Нойштадту (до 1287), Кале (до 1299) и Пёснеку (до 1289). В двух грамотах 1156 и 1192 гг. говорится о «Louethe» и «Lovede», но идентификация этих мест с Лобедой остаётся под сомнением.
Также под сомнением остаётся возраст её церкви, а вместе с ней и самой Лобеды. Серьёзные косвенные аргументы говорят о том, что она уже существовала в 976 г. и возможно даже была одной из первых церквей, основанных во время христианизации Тюрингии в 8 веке (Urpfarrei), но достоверных источников, подтверждающих это, нет. Если это предположение верно, то она играла ключевую роль для христианизации языческих славян, живших на восточном берегу Заале, которая была в то время границей между германскими и славянскими племенами. В непосредственной близости от церкви на горе Йоханнисберг в VIII—X веках находилась славянская крепость, от которой сейчас сохранились только остатки вала. Как бы то ни было, церковь в Лобеде играла значительную роль в своём регионе в начале XIII века, поскольку в 1228 году имела как минимум четыре дочерние церкви в соседних деревнях.

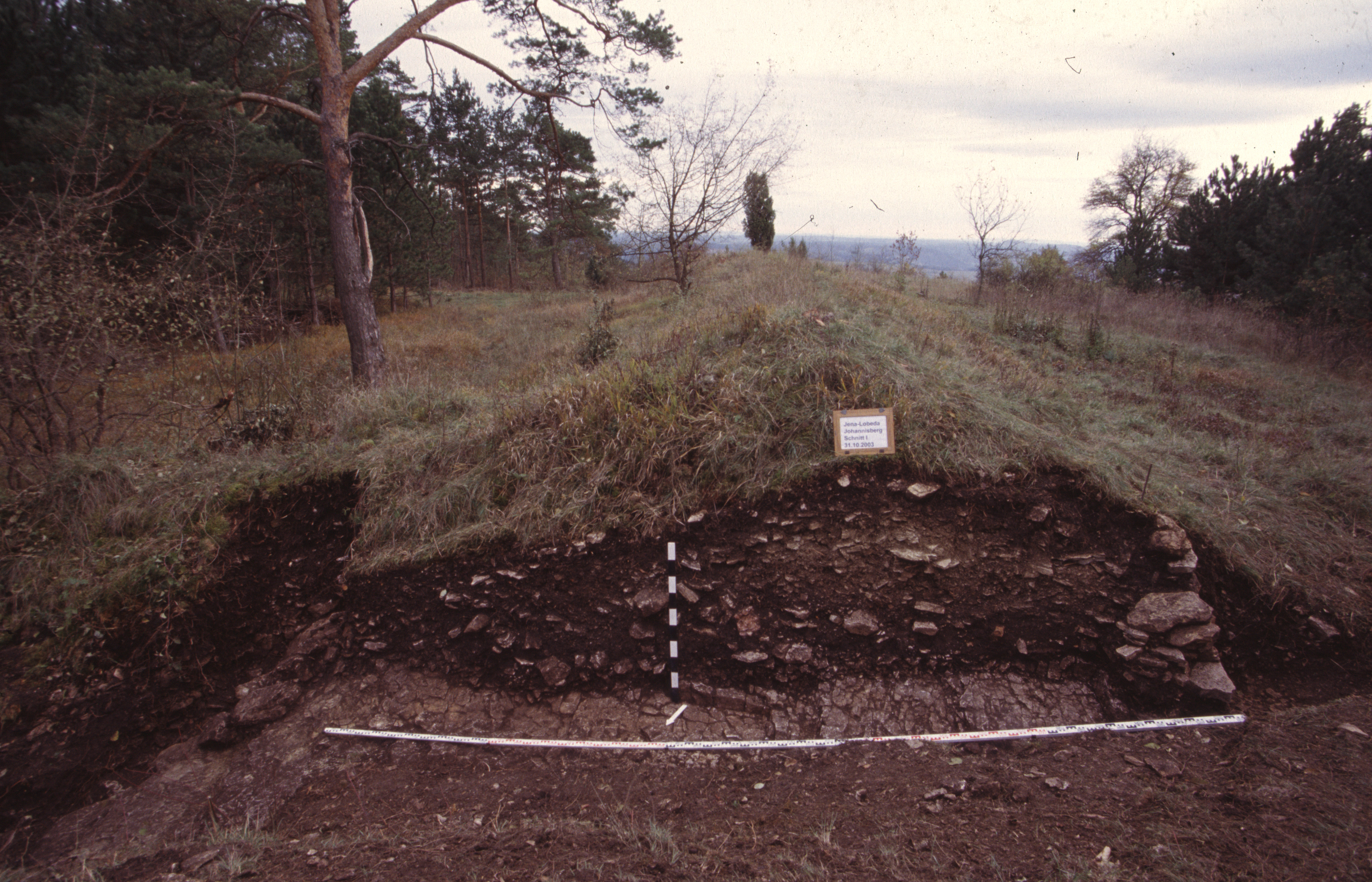
Остатки вала славянской крепости на Йоханнисберге около Лобеды, раскопки 2003 г.

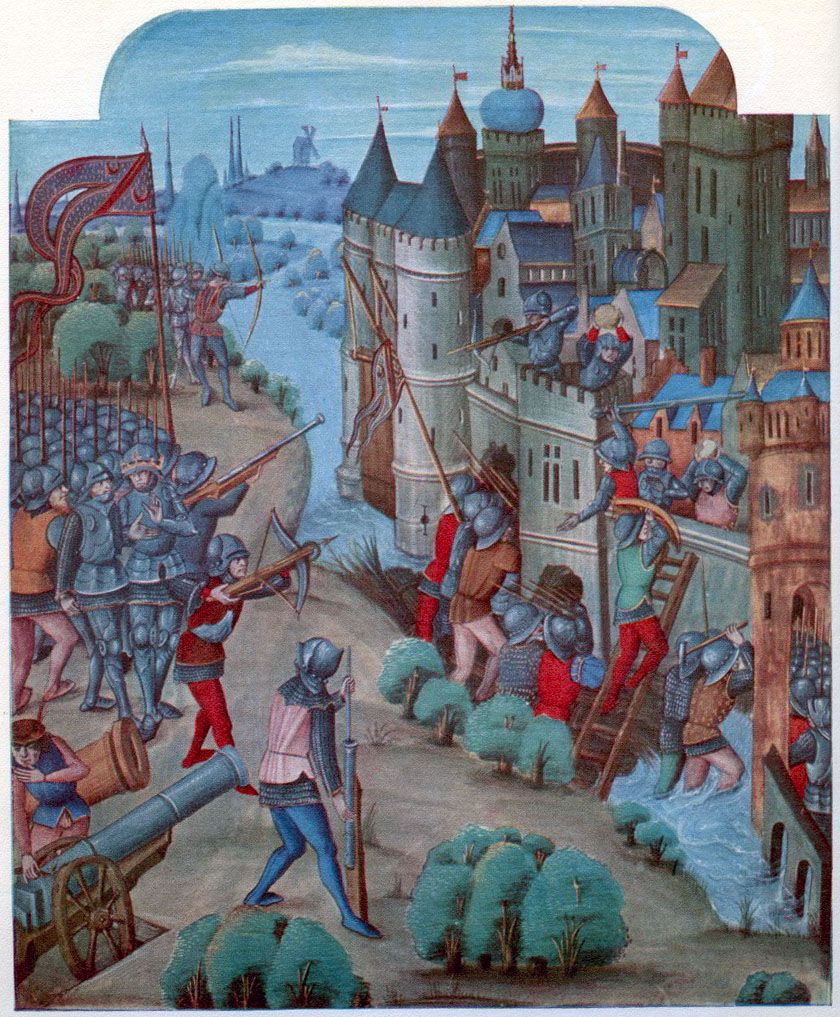
Так выглядел штурм крепости, миниатюра XV века

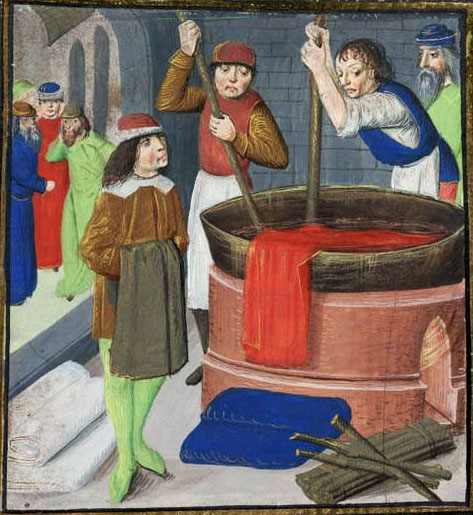
Городские ремесленники, миниатюра середины XV века

В XIV—XV веках в Германии шёл процесс образования территориальных государств, в ходе которого сильные династии поглощали более слабые и объединяли многие территории в одних руках. Так, после смены различных владельцев Лобеда оказалась с конца 14 века (и до революции 1918 г.) в руках влиятельного рода Веттинов (Wettin), которые имели титул тюрингенских ландграфов и маркграфов майсеновских. Одному из них — Иоганну-Фридриху Великодушному (1503—1554) — в Йене на рыночной площади стоит памятник. Веттинам удалось без войн вытеснить Лобдебургов с их владений, начиная с важной уже в то время Йены, которая перешла к Веттинам в 1290—1331 гг. Род Лобдебургов в 14 веке совсем потерял своё значение и вымер в 1448 г.
В конце XIV — начале XV веков во многих небольших городах Тюрингии развиваются органы городского самоуправления — процесс, который происходил в больших городах на 100—200 лет раньше. В 1404 г. в Лобеде впервые засвидетельствованы два бургомистра, в 1407 году вступила в силу «городская конституция». Однако самоуправление Лобеды не было особенно широким: многие городские дела находились под контролем зарождающегося государственного аппарата Веттинов, а именно управления Бургау (Amt Burgau), которое впервые упоминается в 1383 г. и было объединено с управлением Йена в 1447 году. Так, оно подтверждало избранных членов городского совета, ежегодно проверяло бюджет города; к его компетенции относились все дела, наказанием за которые были смертная казнь или изувечивание, а также частично и бытовые преступления. Вообще же к компетенции управлений относились судебная власть, сбор налогов и управление «государственным» имуществом. Другими ближайшими к Бургау управлениями Веттинов были Лобдебург, Кала, Йена и Винтберг (одна из крепостей на Хаусберге около Йены).
В 1445 году два брата из Веттинов неудачно разделили владения, что привело к Саксонской междоусобной войне (1446—1451). Район от Ротенштайна на юге до Бургау на севере стал одним из театров ожесточённых военных действий. Многие селения подверглись наёмниками тяжёлому опустошению. Так, Лобеда была почти полностью уничтожена в конце 1446 года, а в начале августа 1450 года снова сожжена, в результате чего погиб архив с документами городского магистрата. Вместе с этим была разрушена и крепость Лобдебург; в октябре того же года взята штурмом и сожжена Гера. Во время этой войны уже применялись пушки, хотя их число было ещё невелико. Огнестрельное оружие в Германии тогда использовали уже более ста лет, начиная с середины 14 века.
В 1477—1483 годах был восстановлен хор разрушенной во время войны церкви, на реставрацию которой пошли камни от Лобдебург (они были также использованы для строительства моста в Бургау в 1491—1544 годах. Первый каменный мост в Йене — Camsdorfer Brücke — был построен примерно в 1460—1480). Около 1490 года в позднеготическом стиле были расписаны стены и купол. Строительство остальной части церкви длилось затем многие десятилетия, за время которых в город пришла реформация (1529). Вместе с ней стала меняться и форма церкви: она до сих пор состоит из двух различных частей. Похожим образом построено много церквей, например церковь Шиллера в Йене-Ост. Строительство городской церкви в Йене в её современном виде (3-я постройка) было начато и закончено примерно на 50 лет раньше, чем в Лобеде: вначале была построена её восточная часть до главного входа (хор, примерно в 1420—1422 гг.), которую сразу же стали использовать для служб, в то время как постройка западной половины, отделённой временной стенкой, длилась до 1506 года.
В 1481 году впервые косвенно упомянут городской замок Лобеды. Его господином был бывший высокопоставленный горнопромышленный чиновник (Friedrich von Lunderstedt), находившийся на службе у Веттинов. После того как его должность была упразднена в связи с обменом владений, Веттины выдали ему в компенсацию доходы от многих селений в окрестностях Йены, в том числе и некоторые доходы от Лобеды, где он устроил свою резиденцию. Замок был достроен примерно в 1500 г. и стал второй помещичьей усадьбой в городе — первой была усадьба Пустеров, которые имели также усадьбу в Дракендорфе. Они обе имели особый статус, были освобождены от городских налогов и не подчинялись власти магистрата. Помещики вплоть до середины 19 века обладали на своей земле судебной властью за исключением дел особой тяжести.
В средневековье и в начале Нового времени Лобеда жила главным образом за счёт виноделья, как и другие города вдоль Заале, например Камбург, Дорнбург и Йена. Почти у каждого жителя города был свой виноградный участок на горе. Местное вино шло в большом количестве на экспорт, в первую очередь в Цвикау, магистрат которого специально приобрёл в Лобеде «винный дом» с большим погребом, в котором хранилось купленное вино до его отвозки в Цвикау. Так продолжалось до 1597 г., но и после этого Лобеда продавала своё вино в Саксонию. Городское виноделие прекратилось только из-за опустошений Тридцатилетней войны (1618—1648).
Город жил также за счёт пивоварения. В Йене был особый закон (Brauzwang), который запрещал горожанам покупать и пить пиво соседних деревень. Но он не распространялся на пиво из Лобеды, Бургау, Цвэтцена и Куница, что приносило этим местам немалые доходы.
В конце апреля — начале мая 1525 года Лобеду и Дракендорф затронула большая крестьянская война (1524—1526), которая здесь выразилась в восстании крестьян в первую очередь против помещика Адама Пустера (Adam Puster), чья усадьба в Дракендорфе была разграблена. В Лобеде был разграблен подвал с провиантом в недавно построенном городском замке, причём предводителем крестьян был племянник господина замка.

## Картинная галерея

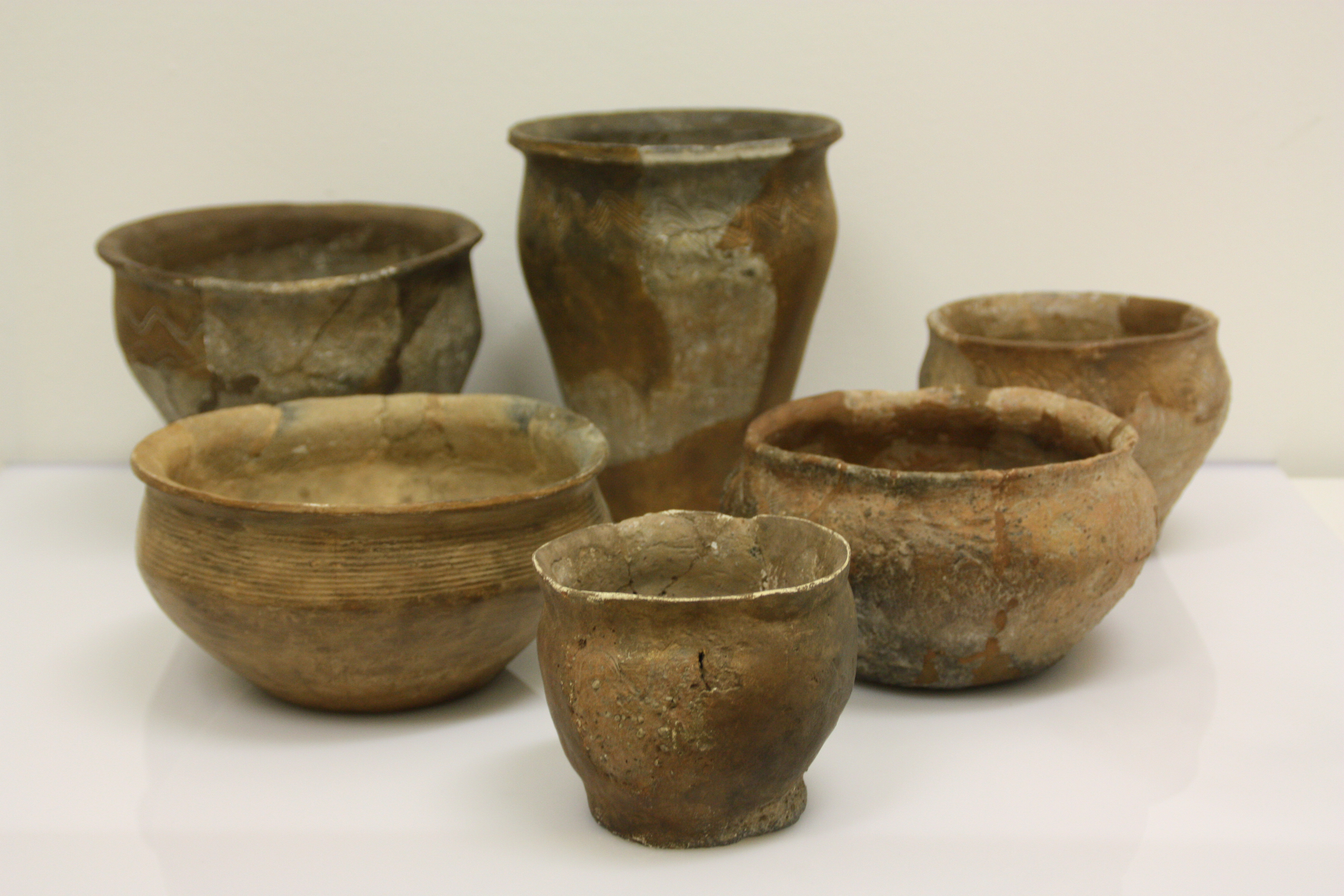
Керамические изделия славянского типа, найденные на горе Йоханнисберг
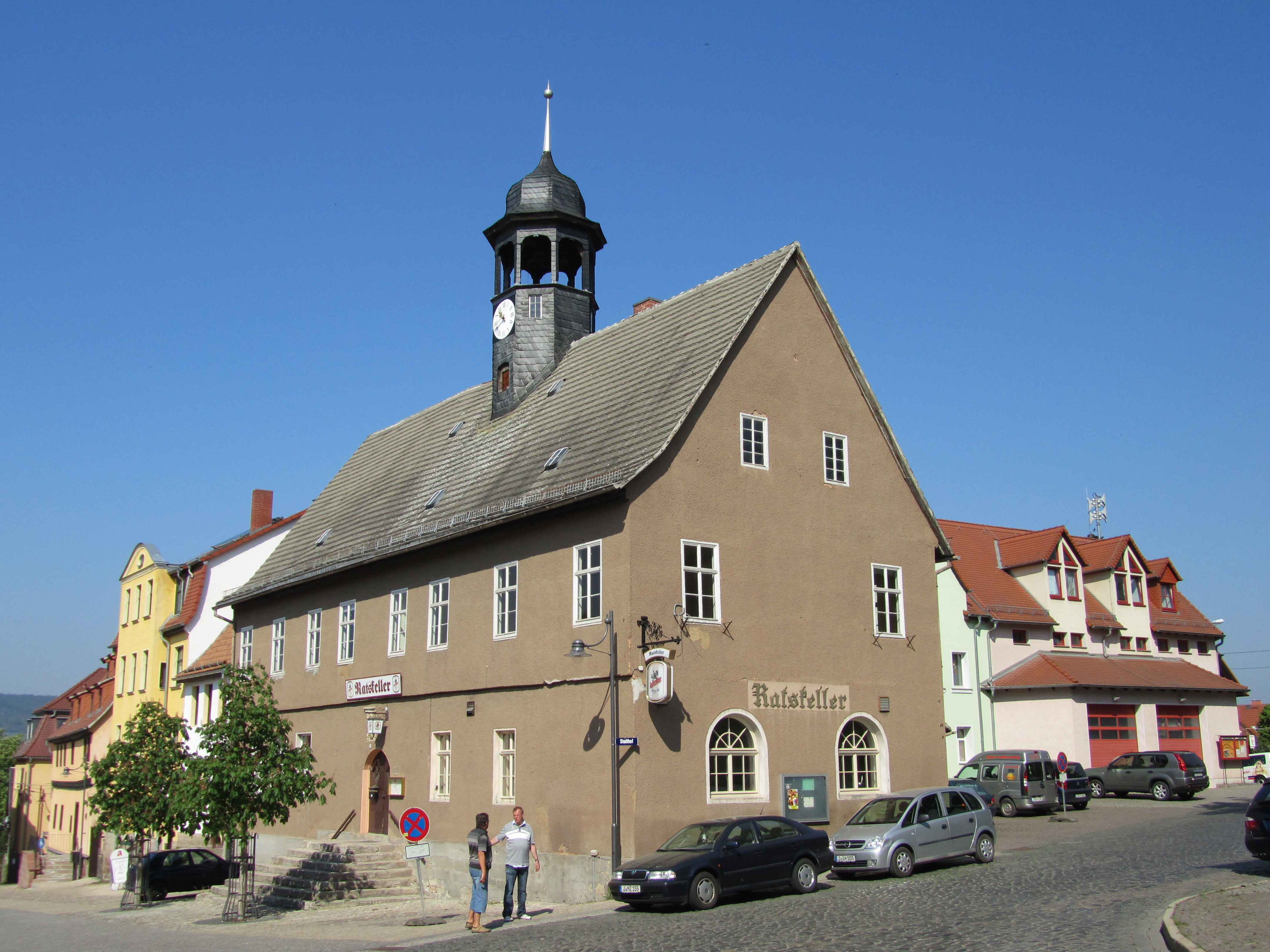
Ратуша